# Liste auf Martinique vorhandener Dampflokomotiven
Dies ist eine Liste erhaltener Dampflokomotiven auf dem Gebiet von Martinique.

## Lokomotiven mit 1168 mm
| Foto | Nummer oder Name                     | Bauart / Achsfolge | Hersteller                          | Fabrik-nr. | Baujahr | Historie | Eigentümer / Betreiber / Strecke | Bemerkungen |
| ---- | ------------------------------------ | ------------------ | ----------------------------------- | ---------- | ------- | -------- | -------------------------------- | ----------- |
|      | Usine Darboussier (Guadeloupe) No. ? | B                  | Corpet Louvet Et Cie (La Courneuve) |            |         |          | Maison de la Canne               | [ 1 ]       |
|      | Usine Sainte-Marie No. 'Trinite'     | B                  | Corpet Louvet Et Cie (La Courneuve) | 1701       | 1925    |          | Maison du Rhum St-James          | [ 2 ]       |
|      | Usine du Galion No. ?                | B                  | Corpet Louvet Et Cie (La Courneuve) | 1665       | 1925    |          | Distillerie Trois Rivière        | [ 3 ]       |